# Rivne, Putîvl
Rivne (în ucraineană Рівне) este un sat în comuna Boiaro-Lejaci din raionul Putîvl, regiunea Sumî, Ucraina.

## Demografie
Componența lingvistică a localității Rivne
     Ucraineană (90,7%)
     Rusă (8,53%)
Conform recensământului din 2001, majoritatea populației localității Rivne era vorbitoare de ucraineană (90,7%), existând în minoritate și vorbitori de rusă (8,53%).